# Prodecatoma ranomafanae
Prodecatoma ranomafanae är en stekelart som beskrevs av Jean Risbec 1952. Prodecatoma ranomafanae ingår i släktet Prodecatoma och familjen kragglanssteklar.
Artens utbredningsområde är Madagaskar. Inga underarter finns listade i Catalogue of Life.